# Eutrichosomella voltairei
Eutrichosomella voltairei är en stekelart som först beskrevs av Girault 1921.  Eutrichosomella voltairei ingår i släktet Eutrichosomella och familjen växtlussteklar. Inga underarter finns listade i Catalogue of Life.